# Typhonodorum lindleyanum

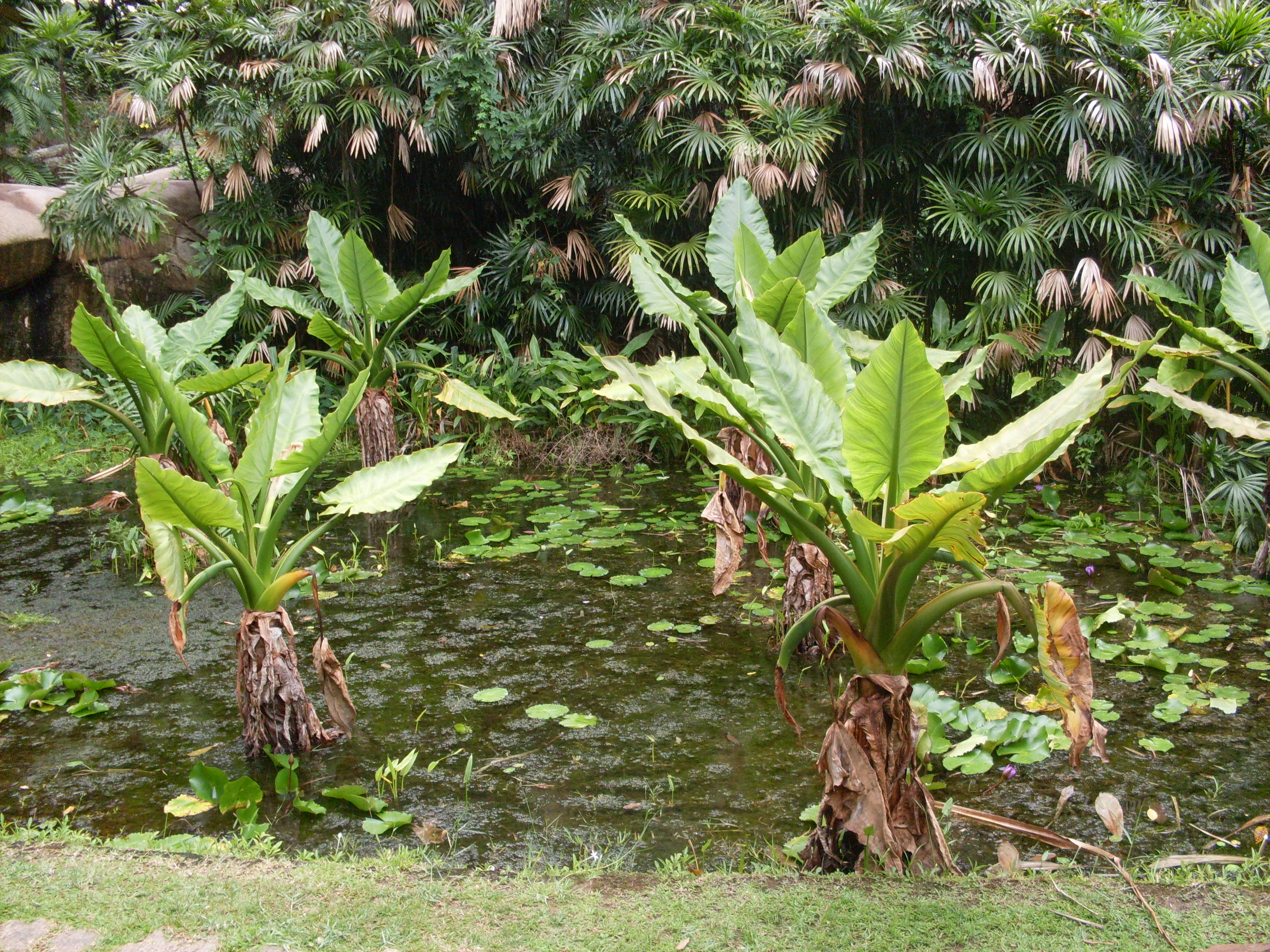
Typhonodorum lindleyanum w naturalnym siedlisku

Typhonodorum lindleyanum  Schott – gatunek wysokich, wieloletnich helofitów, należący do monotypowego rodzaju Typhonodorum, z plemienia Peltandreae, w rodzinie obrazkowatych, występujący na afrykańskich wyspach zachodniej części Oceanu Indyjskiego: Zanzibarze, Pembie, Komorach, Madagaskarze i Mauritiusie, zasiedlający obszary wodno-błotne, takie jak bagna, sadzawki, brzegi i ujścia rzek, przybrzeżne laguny i płycizny w wodach stojących i wolno płynących. Nazwa naukowa rodzaju pochodzi bądź od greckich słów τυφώνω (typhono – huragan) i δώρο (doro – prezent), bądź odnosi się do mitycznego Tyfona i oznacza "cuchnący jak Tyfon"; nazwa gatunkowa została nadana na cześć (lub jako zniewaga dla) żyjącego w XIX wieku, angielskiego botanika Johna Lindleya. W języku hiszpańskim zwyczajowa nazwa tego gatunku to banano acuático (banan wodny).

## Morfologia
PokrójRośliny rosłe, wiecznie zielone, o wysokości do 3 metrów.
ŁodygaŁodyga podziemna, w formie krótkiego, poziomego, pełzającego kłącza. Pochwy liściowe tworzą pniopodobną, wzniesioną pseudo-łodygę.
LiścieRośliny tworzą na bardzo długich, grubych ogonkach kilka liści, zebranych w szczytową koronę, o sercowatych lub jajowato-strzałkowatych blaszkach liściowych, o długości od 30 do niemal 100 cm. Nerwacja dłoniasta.
KwiatyRoślina jednopienna, o kwiatostanie typu kolbiastego pseudancjum, wyrastającym na długiej i grubej szypułce. Kremowa pochwa kwiatostanu o długości od 45 do 80 cm i lekko pofalowanym brzegu, zwinięta w dolnej części, zwężona w części środkowej oraz wklęśle rozchylona, długa, podłużno-lancetowata i spiczasta w części górnej. Żółto-pomarańczowa, cylindryczna kolba o długości od 35 do 55 cm i średnicy do 3 cm. Kwiaty żeńskie, położone spiralnie na krótkim odcinku w dolnej części kolby, oddzielone od położonych wyżej, również na krótkim odcinku, kwiatów męskich paskiem prątniczek. Gęsto położone, ścięte i kanciaste prątniczki i słupniczki pokrywają również w całości górną część kolby oraz występują między kwiatami żeńskimi. Zalążnie jajowate do niemal okrągłych, jednokomorowe, zawierające jeden wzniesiony, anatropowy zalążek. Znamię słupka dyskowate, niemal siedzące. Kwiaty męskie 4–8-pręcikowe, o główkach zrośniętych w ścięte, kanciaste synandrium.
OwoceOwocostan o wymiarach 17×12 cm składa się z bardzo dużych jagód, zawierających pojedyncze, orzechopodobne, spłaszczono-kuliste nasiono o wymiarach 3×3 cm.
Gatunki podobneRośliny z rodzaju Montrichardia, od których różni się przede wszystkim brakiem właściwej łodygi z międzywęźlami.

## Zastosowanie
Rośliny jadalneNa terenach naturalnego występowania spożywane są nasiona, bogate w węglowodany.
Rośliny ozdobneUprawiane w ogrodach botanicznych, a w krajach o klimacie tropikalnym także do ozdoby płycizn w sadzawkach, stawach i oczkach wodnych. Wymaga żyznego błota jako podłoża, stanowiska podmokłego i słonecznego, wysokiej temperatury i wilgotności powietrza. Rozmnażane przez nasiona lub odrosty.
Inne zastosowanieLud Sakalava wykorzystuje części naziemne roślin do produkcji sieci rybackich.